# Exorista laterosetosa
Exorista laterosetosa là một loài ruồi trong họ Tachinidae.